# Meteorit
|  | Per a altres significats, vegeu «UR-77 Meteorit». |

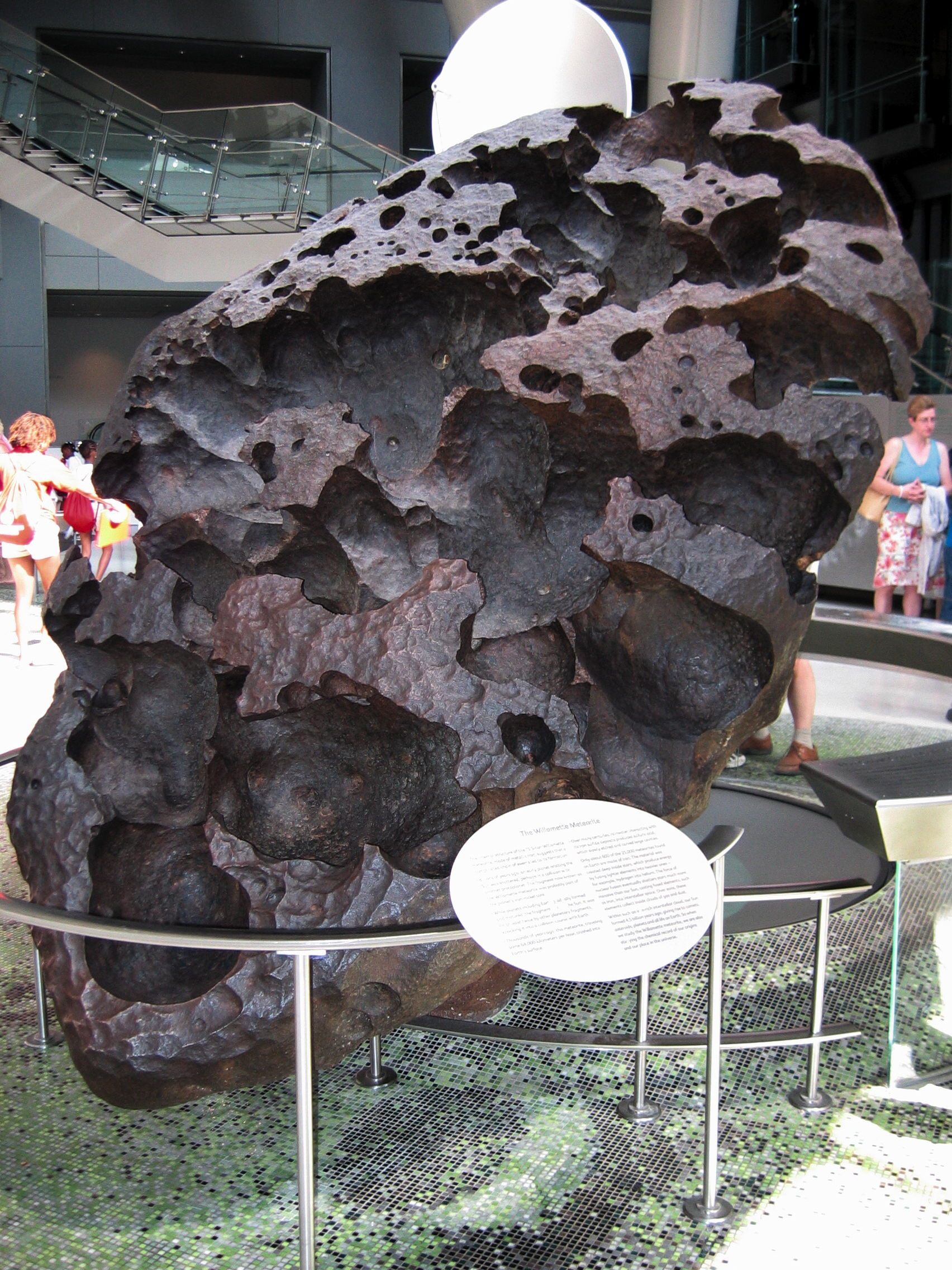
El meteorit Willamette, descobert a l'estat nord-americà d'Oregon

Un meteorit o aeròlit és un cos natural originat en l'espai exterior que sobreviu el ròssec atmosfèric i l'impacte amb la superfície terrestre. La majoria de meteorits deriven de petits objectes astronòmics anomenats meteoroides, tot i que de vegades també es produeixen per impactes d'asteroides. Quan un meteoroide entra a l'atmosfera, la fricció, pressió i interaccions químiques amb els gasos fan que el cos s'escalfi i emeti llum formant el que s'anomena un meteor o estrella fugaç. El terme bòlid es refereix tant a un cos extraterrestre que col·lideix amb la Terra com un meteor excepcionalment brillant independentment que al final atenyi la superfície terrestre o no ho faci. D'una manera més general, un meteorit en la superfície de qualsevol cos celeste és un objecte natural que prové de qualsevol altre lloc de l'espai. També hi ha meteorits que provenen de la Lluna i Mart.
Els meteorits tradicionalment s'han dividit en tres categories més àmplies: els meteorits rocosos (compostos principalment de minerals silicats), els meteorits metàl·lics (compostos d'aliatges de ferro-níquel metàl·lic) i els metal·lorocosos o litosiderits (que combinen els dos tipus anteriors). Els esquemes moderns de classificació dels meteorits els divideixen segons la seva estructura, composició química i isotòpica i mineralogia.
Els meteorits s'anomenen com el lloc poblat més proper on són trobats o alguna característica geogràfica. En els casos que es troben molts meteorits en un mateix lloc, el nom pot ser seguit per un número (per exemple, Allan Hills 84001) o, si no se'n coneix l'origen precís, el nom pot fer referència a una zona geogràfica àmplia seguit per un número (per exemple, NWA 1240, on NWA vol dir "northwest Africa").

## Caiguda de meteorits

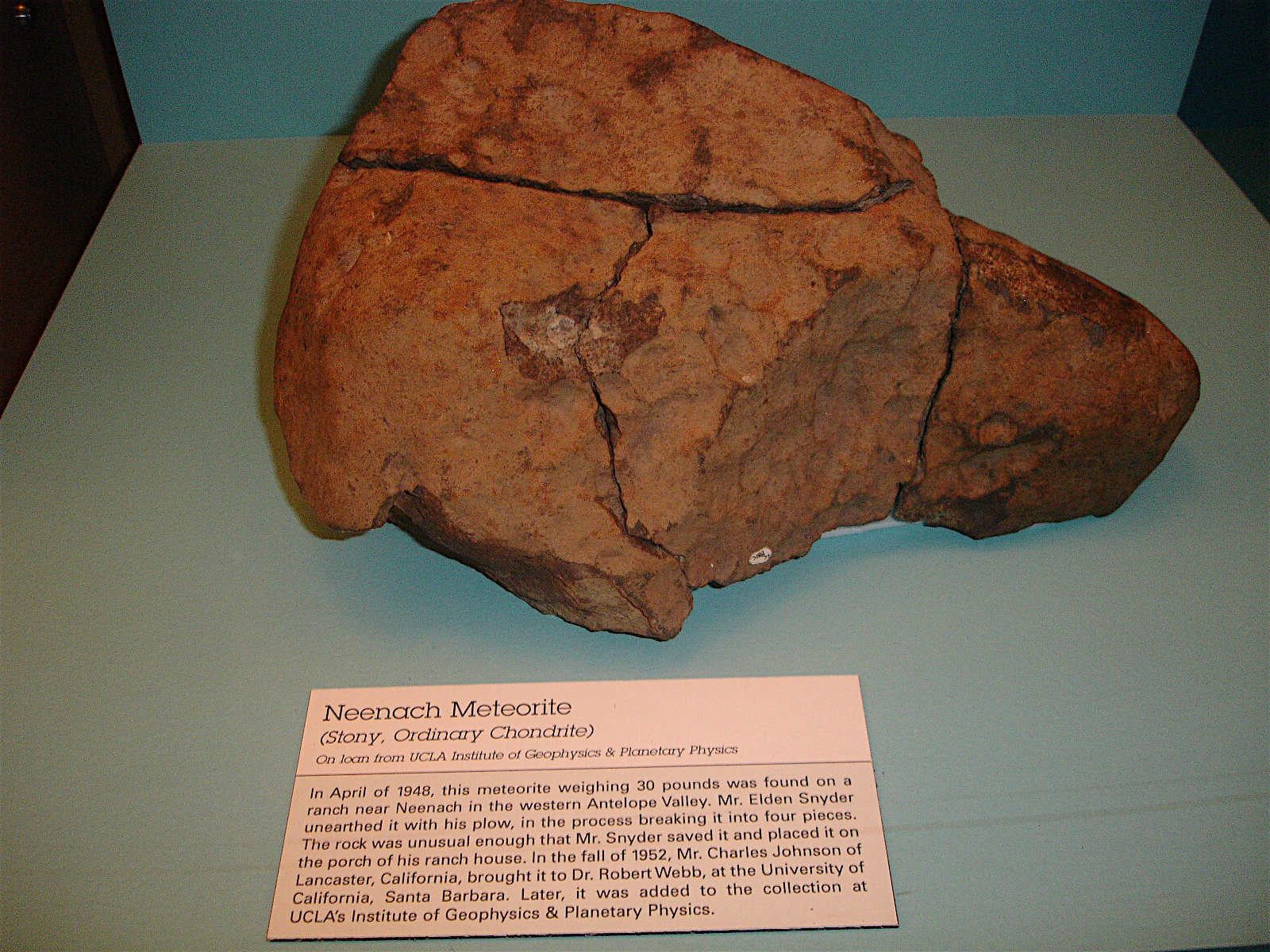
El meteorit Neenach, que es trobà a Antelope Valley, Califòrnia, Estats Units d'Amèrica.

La majoria dels meteorits es desintegren en endinsar-se a l'atmosfera terrestre; no obstant això, s'estima que uns 100 meteorits de mida diversa (des de petits còdols fins a grans fragments de la mida d'un cotxe) arriben a la superfície terrestre cada any, dels quals normalment només se'n recuperen una dotzena. Pocs meteorits són prou grans per crear cràters que evidenciïn un impacte.
Els grans meteoroides podrien xocar amb la Terra amb una fracció de la seva velocitat còsmica, originant un cràter d'hipervelocitat d'impacte. La mida i tipus del cràter dependria de la mida, de la composició, del grau de fragmentació i de l'angle d'entrada del meteorit. La força d'una col·lisió d'aquestes dimensions tindria el potencial de causar una destrucció molt extensa. Els xocs a hipervelocitat més freqüents normalment són causats per un meteorit metàl·lic, els quals són més resistents i transiten intactes en l'atmosfera terrestre. Alguns exemples de cràters causats per meteoroides metàl·lics són el Meteor Crater, els cràters de Wabar i el cràter de Wolfe Creek. En contrast, fins i tot els cossos pedregosos o gelats relativament grans (com els cometes petits o els asteroides) i que arriben a pesar milions de tones es frenen en l'atmosfera i, per tant, no produeixen cràters d'impacte. Encara que tals esdeveniments no són freqüents, poden provocar una considerable commoció: el famós cràter de Tunguska probablement va resultar de tal incident.
Existeixen diversos fenòmens ben documentats sobre caigudes de meteorits. L'estela de foc que es genera quan el meteoroide passa a través de l'atmosfera pot ser molt brillant, fins i tot de tanta intensitat com la llum del Sol. S'ha informat d'albiraments de diversos colors que inclouen al groc, el verd i el vermell. Els flaixos i les explosions de llum poden ocórrer mentre l'objecte es desintegra. Sovint, durant les caigudes de meteorits s'escolten explosions, detonacions i rugits que són causats per explosions sòniques, així com ones expansives que resulten de la fragmentació del cos. Aquests sons es poden escoltar en àmplies àrees que arriben a abastar diversos milers de quilòmetres quadrats. No és inusual que, després del pas de l'estela de foc, en l'atmosfera hi romangui un rastre de pols durant un cert temps.

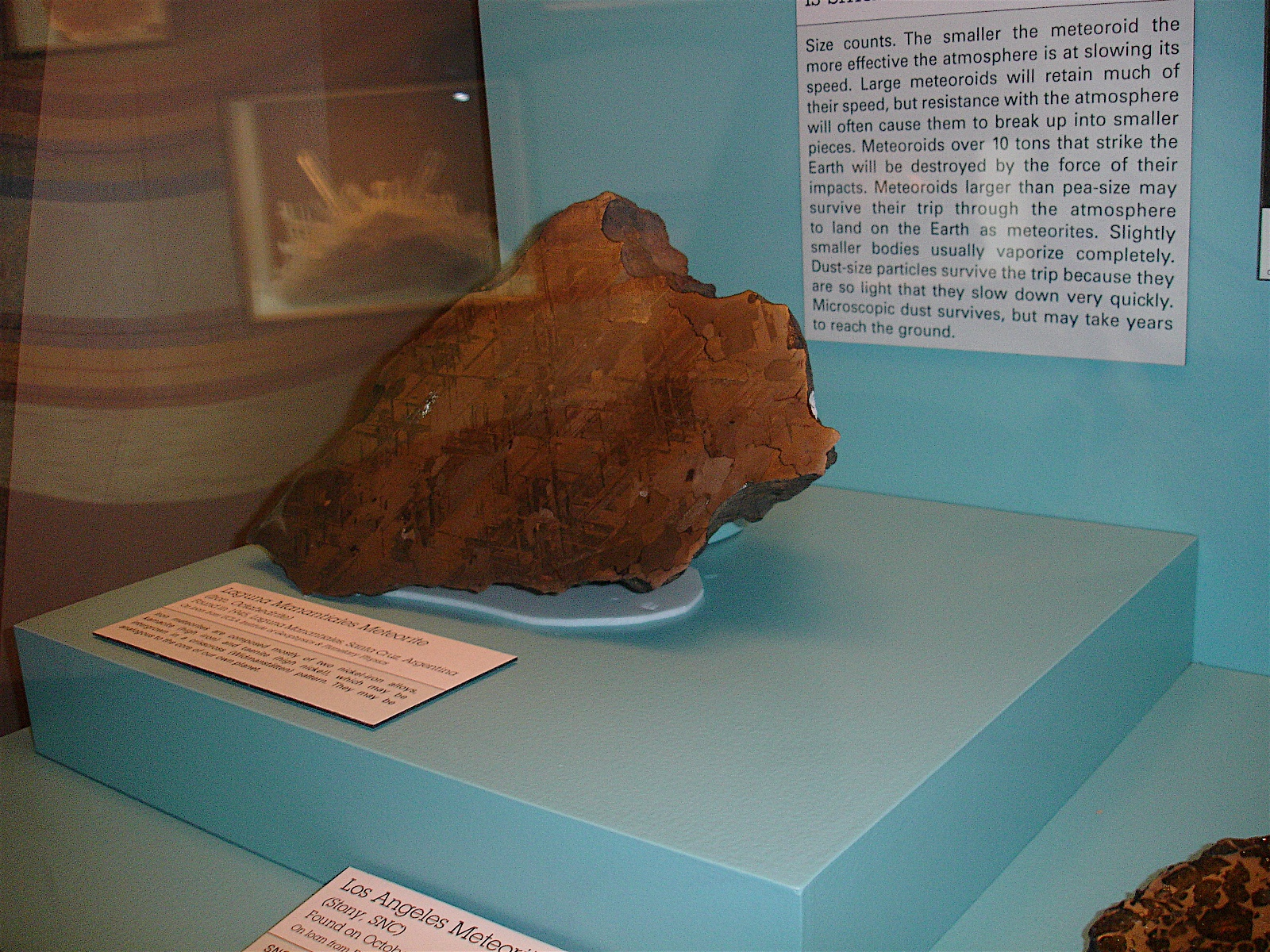
El meteorit Laguna Manantiales, trobat a Santa Cruz, Argentina.

Quan els meteoroides passen a través de l'atmosfera, les seves superfícies es fonen i experimenten l'ablació. Durant aquest procés poden ser esculpits en diverses formes, donant per resultat profundes empremtes en forma d'osques sobre les seves superfícies anomenades els regmaglipts. Si el meteoroide manté una orientació fixa durant cert temps, pot desenvolupar una forma similar a la cònica. En sofrir la desacceleració, la capa superficial fosa se solidifica en una fina crosta de fusió, que en la majoria dels meteorits és negra (tot i que en algunes acondrites la crosta de fusió pot ser lleugerament vermellosa). En els meteorits rocosos, la zona afectada per la calor tan sols abasta uns quants mil·límetres de gruix; pel que fa als meteorits metàl·lics (que són millors conductors de calor), l'estructura de metall pot resultar afectada per la calor fins a un centímetre per sota de la superfície.
Els meteoroides que experimenten la fragmentació en l'atmosfera poden caure en forma de pluja de meteorits, les quals poden variar des de tan sols uns quants fragments fins a milers. L'àrea sobre la qual cau una pluja de meteorits es coneix com a "camp de dispersió". Els camps de dispersió solen tenir forma el·líptica d'eix major paral·lel a la direcció de vol del meteoroide. Els meteorits més grans d'una pluja es troben una mica més lluny que la resta de les roques dins del camp de dispersió.

## Tipus de meteorits

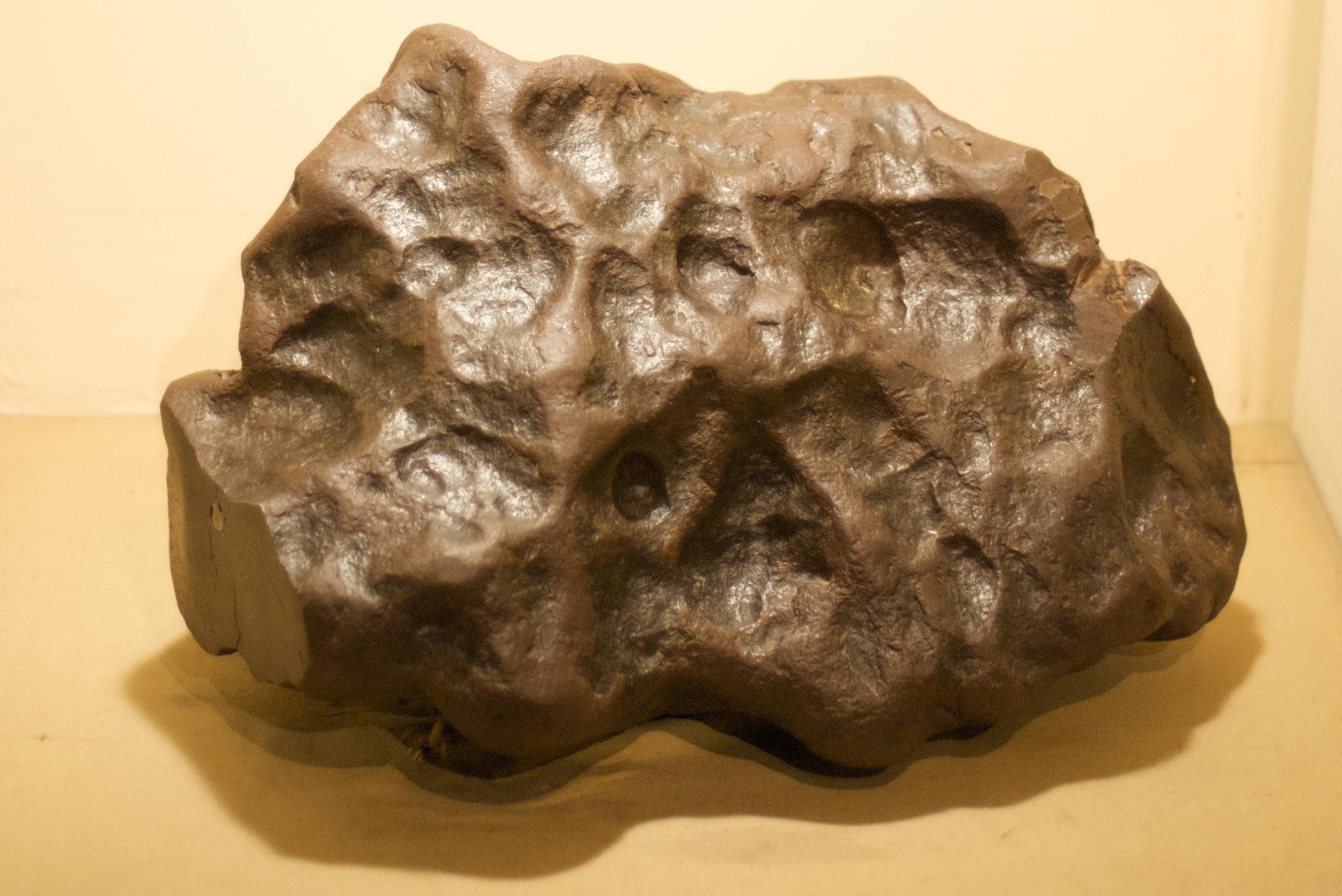
Meteorit Kapper, trobat per Francisco Pascasio Moreno el 1896 a Chubut, Argentina, de tipus metàl·lic i de massa 114 quilos. Col·lecció del Museo de La Plata.

La majoria de meteorits són meteorits rocosos, classificats en condrites i acondrites. Tan sols un 5-8% dels meteorits són meteorits metàl·lics o una barreja de roca i metall (metal·lorocosos o litosiderits).
Més del 80% dels meteorits que cauen sobre la Terra són condrites ordinàries: adquireixen el seu nom de les petites partícules esfèriques que contenen. Aquestes partícules, o còndrules, es componen principalment de minerals de silicat fosos que es van formar mentre es trobaven flotant lliurement en l'espai. Les condrites carbonàcies també contenen petites quantitats de matèria orgànica –que inclou els aminoàcids– i grans presolars. Típicament, les condrites tenen uns 4.550 milions d'anys d'antiguitat i es creu que representen materials del cinturó d'asteroides que mai no van conformar grans cossos. Igual que els cometes, els asteroides condrítics són alguns dels materials més antics del sistema solar.
D'altra banda, prop d'un 8-10% dels meteorits que cauen sobre la Terra són acondrites, de les quals algunes són força similars a les roques ígnies terrestres. La majoria de les acondrites són roques diferenciades que es van formar dins d'asteroides grans. Una gran família d'acondrites (els meteorits HED) es van originar a l'asteroide (4) Vesta; d'altres deriven de diferents asteroides. A part d'aquests, hi ha dos petits grups d'acondrites especials, ja que aquests són més joves i no provenen del cinturó d'asteroides: un d'aquests grups prové de la Lluna, i inclou roques similars a les que van ser portades a la Terra pels programes Apollo i el Lunik; l'altre grup és originari de Mart.
Al voltant del 5-8% dels meteorits que cauen són metàl·lics, amb aliatges de ferro-níquel tals com la kamacita i la taenita. Es creu que la majoria dels meteorits metàl·lics provenen del centre d'alguns asteroides que alguna vegada van estar fosos. Igual com a la Terra, el metall més dens va restar separat del material de silicat i ubicat cap al centre de l'asteroide. Després que l'asteroide se solidifiqués, es va fragmentar per una col·lisió contra altres asteroides.
Finalment, els meteorits metal·lorocosos o litosiderits constitueixen l'1-2% restant. Es tracta d'una barreja dels metalls ferro-níquel i minerals de silicat. Es creu que un tipus d'aquesta família, les anomenades pal·lasites, es van originar a la zona límit entre les regions on es van originar els meteorits metàl·lics i els rocosos. Un altre tipus de litosiderits són les mesosiderites.

## Meteorits catalans
A Catalunya es coneix la caiguda de cinc meteorits, dels quals tres es van veure caure: Terrassa (1704), Nulles (1851) i Canyelles (1861), i dos es van trobar: Girona (1899) i Garraf (1905). Alguns d'aquests fragments es poden veure al Museu de Ciències Naturals de Barcelona.

## Pel·lícules sobre impactes
- Meteor (1979). Dir. Ronald Neame. Int. Sean Connery, Natalie Wood, Henry Fonda, Martin Landau.
- Deep Impact (1998). Dir. Mimi Leder. Int. Elijah Wood, Morgan Freeman, James Cromwell, Robert Duvall.
- Armageddon (1998). Dir. Michael Bay. Int. Bruce Willis, Liv Tyler, Ben Affleck, Billy Bob Thornton.